# L'Évangile en papier
L'Évangile en papier est une émission de télévision religieuse québécoise diffusée du 7 septembre 1975 au 9 mai 1976 à la Télévision de Radio-Canada et rediffusée jusqu'au début des années 1980.

## Synopsis
Elle présente des passages de l'Évangile aux enfants à partir de personnages et de décors en papier fabriqués par Claude Lafortune au fur et à mesure que l'émission progressait.
L'Évangile en papier proposait des lectures et des discussions sur des passages bibliques, des enseignements religieux et des réflexions sur la spiritualité. L'émission mettait en avant des prédicateurs, des théologiens et des spécialistes qui partageaient leurs connaissances et leurs interprétations de l'Évangile, dans le but d'approfondir la compréhension des téléspectateurs sur les enseignements chrétiens.
Cette émission avait pour objectif de diffuser la parole de Dieu et d'encourager la réflexion et la méditation sur les textes bibliques. Elle offrait aux téléspectateurs une occasion de se connecter avec leur foi et de nourrir leur spiritualité à travers des contenus religieux accessibles à la télévision.
L'Évangile en papier a joué un rôle important dans la programmation religieuse télévisée au Québec, offrant un espace destiné à la diffusion de l'Évangile et à la promotion des valeurs chrétiennes auprès du public.

## Distribution
- Claude Lafortune

## Fiche technique
- Scénarisation : Henriette Major
- Réalisation : Gisèle Massey
- Musique : Mario Bruneau
- Voix des comédiens : Jacques Thisdale et Armand Labelle
- Narrateur : Gilles Dupuis
- Conseiller : Jean-Guy Dubuc